# ナイト
ナイト（英: Knight）は、主にヨーロッパのキリスト教国家において勲章の授与に伴い王室または教皇から授与される、中世の騎士階級に由来した栄誉称号である。
特にイギリス（連合王国）の叙勲制度において王室より叙任されるものが有名。日本語では勲功爵、勲爵士、騎士爵、士爵などの訳が見られるほか、ナイト爵と片仮名で表記されることも多い。英国においてナイトは公・侯・伯・子・男の貴族の身分ではなく、世襲権を持たない準貴族である。また、称号としてのナイトを騎士号とも称する。本項では「ナイト」に統一し、「爵」ではなく「称号」と記述するが、伝統的な日本語訳である「勲爵士」を一部の括弧内に併記する。

## 制度の概要

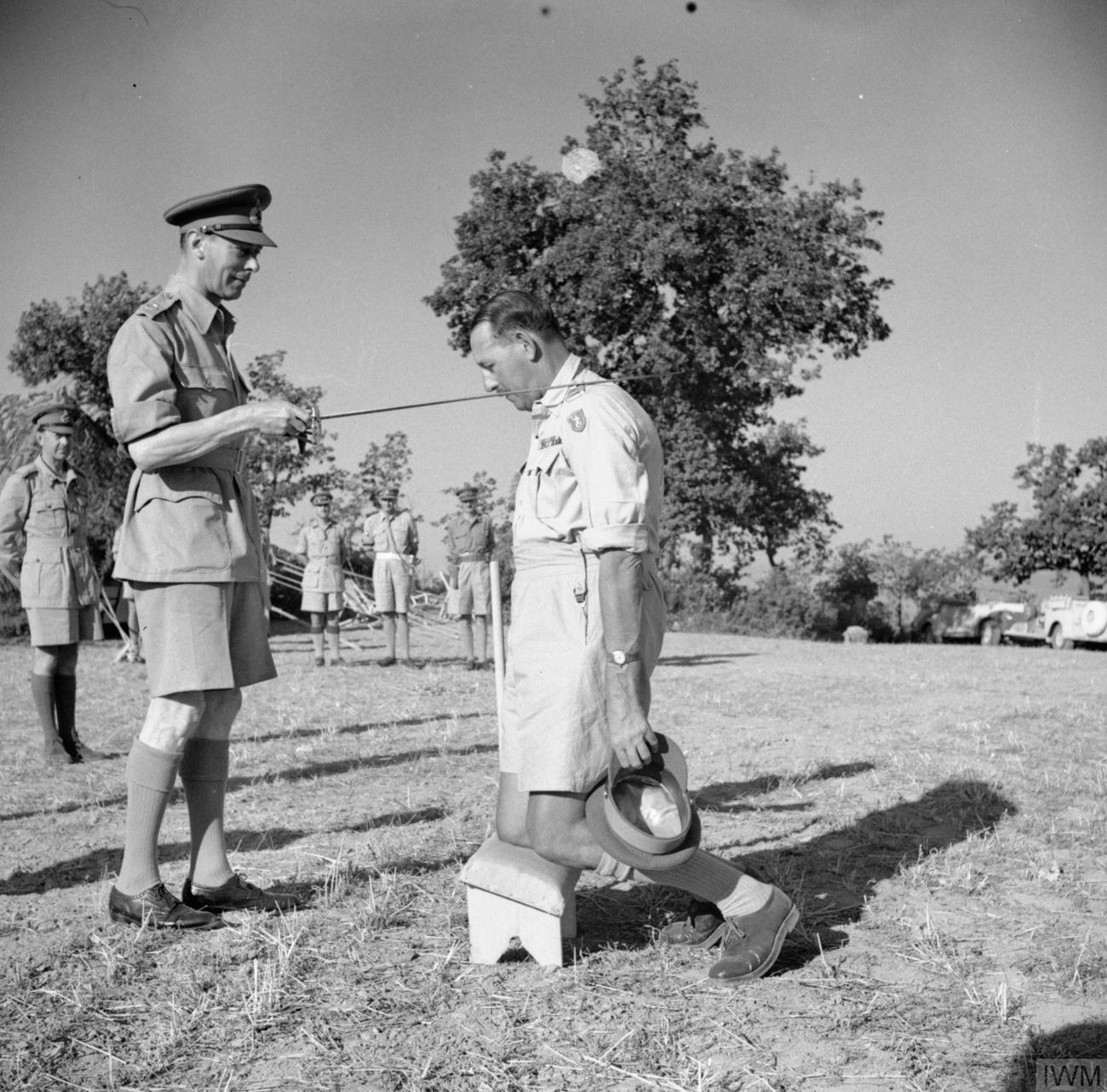
第2次世界大戦中のイタリア戦線でオリヴァー・リース将軍を騎士叙任する国王ジョージ6世(1944年)

イギリスにおいては、今日でも特定の勲章の授与時に王室から臣民にナイトが授与されることがあるが、これは英国君主としての「血の権利 (iure sanguinis) による叙任権 (Ius Collationis)」の行使の例である。
ローマ教皇は、教皇庁とバチカン市国の君主としての主権を以て、聖シルベストロ教皇騎士団などの勲章の受勲者に対しナイトの授与を行っている。これらのナイトは総称して「Papal Knights」と呼ばれる。
さらに、君主制の国家ではないものの、政府として騎士号を授与する国もある。この例としては、共和国法第646号においてリサール騎士団の創設と騎士叙任を認めたフィリピン共和国の例がある。
なお、民間団体が「ナイト」を模した民間称号を与える例がある（鑑評騎士、名誉騎士など）。

## イギリスにおける制度
イギリスにおいて授与される勲章にはオーダー（Order）、デコレーション（Decoration）、クロス（Cross）、メダル（Medal）の4種類が存在する。このうちオーダーは、中世の騎士団制度に由来する栄典で、王室により設立された騎士団（勲爵士団）へ入団すること自体を栄誉とするものであり、勲章はその団員証である。すなわち、オーダーの受勲とは勲爵士団への入団を意味する。
イギリスには多くのオーダーが存在するが、最も叙勲対象が広いものは大英帝国勲章である。この勲章は主に文化・学術・芸能・スポーツ面で著しい功績があった者に対し、首相の助言（外国籍の者に対しては外相の推薦）によって君主（国王または女王、2024年現在は国王）が授与する栄典である。大英帝国勲章の叙勲者は年に2度、旧来は女王の誕生日と新年に発表され、そのうち上位2等級の受勲者にナイトが授与される。
イギリスに存在する主な勲章と、ナイトが授与される等級を以下に示す。このうち受勲者がナイトに叙任される階級を黄色で示す。また、下表に示す以外にも、騎士団への入団を伴わないナイトの叙任も行われており、「ナイト・バチェラー」（下級勲爵士）と呼びわける。
| 等級 | ガーター勲章                    | バス勲章                                                                                | ロイヤル・ヴィクトリア勲章                                                              | 大英帝国勲章                                                                            |
| ---- | ------------------------------- | --------------------------------------------------------------------------------------- | --------------------------------------------------------------------------------------- | --------------------------------------------------------------------------------------- |
| 一等 | ナイト (Knight) / デイム (Dame) | ナイト・グランドクロス (Knight Grand Cross) / デイム・グランドクロス (Dame Grand Cross) | ナイト・グランドクロス (Knight Grand Cross) / デイム・グランドクロス (Dame Grand Cross) | ナイト・グランドクロス (Knight Grand Cross) / デイム・グランドクロス (Dame Grand Cross) |
| 二等 |                                 | ナイト・コマンダー (Knight Commander) / デイム・コマンダー (Dame Commander)             | ナイト・コマンダー (Knight Commander) / デイム・コマンダー (Dame Commander)             | ナイト・コマンダー (Knight Commander) / デイム・コマンダー (Dame Commander)             |
| 三等 |                                 | コンパニオン (Companion)                                                                | コマンダー (Commander)                                                                  | コマンダー (Commander)                                                                  |
| 四等 |                                 |                                                                                         | ルテナント (Liutenant)                                                                  | オフィサー (Officer)                                                                    |
| 五等 |                                 |                                                                                         | メンバー (Member)                                                                       | メンバー (Member)                                                                       |

ナイトの授与に際しては、中世の騎士を叙任した主君のしきたりを踏襲した。騎士叙任の儀式で受勲者は女王、王または王族の代理の前に進み出るとひざまずき、儀礼用の剣の平を両肩に受ける。ナイトの称号は受けた本人一代限りで、世襲は許されない。
ナイトより格上の栄典としては、世襲が認められる準男爵（Baronet）や、世襲を行わないが世襲貴族と並んで貴族院議員となる一代貴族がある。

### ナイトとその配偶者の敬称
イギリス臣民でナイトに叙任された男性は Sir （サー）、その夫人は Lady （レディ）の敬称をつけて呼ばれる。また、女性でナイトに相当する叙勲を受けた者は Dame （デイム）の敬称をつけて呼ばれる。ただし、「サー」や「デイム」はサーネーム（姓、苗字）ではなく、名であるファーストネーム、またはフルネームの前につける敬称である。例えば、エドモンド・ヒラリーは「サー・エドモンド」または「サー・エドモンド・ヒラリー」とするのが正しく、「サー・ヒラリー」とするのは誤り。姓のみ呼ぶ場合は「ミスター・ヒラリー」。
男性ナイトの夫人はレディのあとにサーネームだけをつける。たとえばアン・スミスはレディ・スミスとなる。デイム（女性ナイト）の夫には敬称はつかない。
ナイトの称号は英国国民以外では、イギリス連邦加盟国や旧イギリス領だった国の国民に与えられることが多く、先述のエドモンド・ヒラリーもニュージーランド人である。
（イギリス国王が君主である国々以外の）外国人で名誉ナイト号を受けた者が「サー」の敬称を用いることはない。「サー」の敬称をつけて呼ばれるのは騎士叙任の儀式を受けた者だけであり、外国人はこの儀式を受けないためである。また、イギリス人であっても聖職者も同様に騎士叙任の儀式を受けないため、「サー」の敬称をつけて呼ばれることはない。
なお、日本語ではサーの称号を冠する人物を表す際、姓に「卿」をつけた表記がしばしば見られる（「ヒラリー卿」、「コンラン卿」など）。しかし、サーの訳語に卿を選ぶとしても、第1点として「姓＋卿」では、本来の用法とは異なる。それに加え第2点として、「卿」は「ロード」（Lord）の訳語として定着していて、イギリスにおける侯・伯・子・男それぞれの爵位の保持者などに付される称号である。これらの理由から「Sir」に対して「卿」を用いるのは適切ではない。

### ナイトの剥奪
ルーマニアのニコラエ・チャウシェスクジンバブエのロバート・ムガベはそれぞれナイトを剥奪された。

## マルタ騎士団における制度
エルサレム、ロードス及びマルタにおける聖ヨハネ主権軍事病院騎士修道会（通称・マルタ騎士団）はナイトにより構成され、約960年の歴史を有する「領土なき国家」である。現在は領土を有さないが、今日でも国際連合ならびに欧州連合にオブザーバーとして参加し、110か国と外交関係を持つ。騎士団中央政府は治外法権の認められたマルタ宮殿（イタリア・ローマ・コンドッティ通り68）に置かれ、世界120か国で医療などの慈善活動を実施し、世界中に12の管区、48の国家支部、133の外交団、33のボランティア隊を展開する。
マルタ騎士団は貧者・病者に対する長年の顕著な奉仕の功績を有し、法曹界、学界、医療界などにおいて指導者と目される敬虔なカトリック教徒を選抜し、ナイトへと叙任する。2021年時点の騎士総数は全世界で1万3500名。

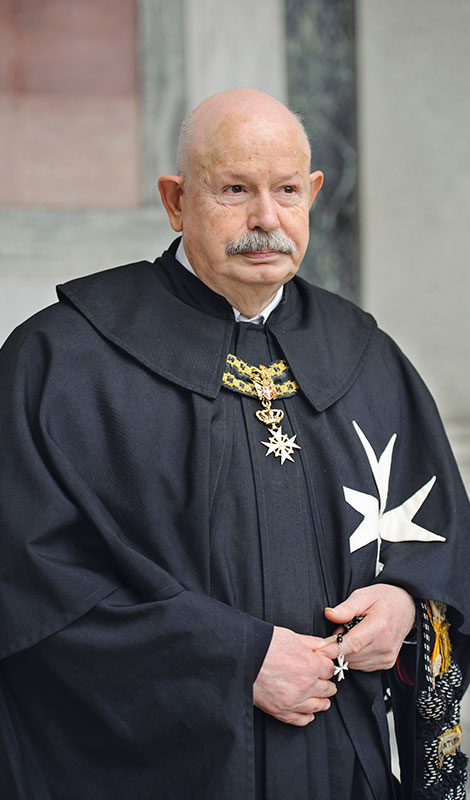
第80代マルタ騎士団総長ジャコモ・ダッラ・トッレ・デル・テンピオ・ディ・サングイネット

騎士候補に選抜された者は、洗礼を受けたカトリック教徒である証明として司祭の推薦状を得た上、1年間の修練準備期間を経ねばならない。マルタ騎士団騎士への叙任はカトリック教会における最上級の栄誉の一つであり、騎士には叙任と同時にマルタ騎士団総長により騎士団員章である聖ヨハネ騎士勲章が授与される。マルタ騎士団騎士には3つの階級が存在し、原則としてすべての騎士は最初に第三階級に叙任された後、マルタ騎士団内における功績に応じ上位の階級に昇叙する。

### 第一階級（最上級騎士）
ナイトに対する敬称はFra'。
- ナイト・オブ・ジャスティス（正義の騎士）　修道誓願（独身・私有財産の放棄・神への従順）を立てた騎士。1990年から非貴族階級出身者にも昇進の道が開かれた[36]。

### 第二階級（上級騎士）
ナイトに対する敬称はConfrere。
- ナイト・イン・オヴィディエンス（忠誠の騎士）

### 第三階級
ナイトに対する敬称はConfrere。
- ナイト・オブ・オナー・アンド・デヴォーション（名誉と献身の騎士）　曽々祖父母16名全員が貴族家系であることを証明出来る者はこの種別に叙任される[36]。

- ナイト・オブ・グレース・アンド・デヴォーション（慈愛と献身の騎士）　曽祖父母8名全員が貴族家系であることを証明出来る者はこの種別に叙任される[36]。

- ナイト・オブ・マジストラル・グレース（主の恩寵の騎士）

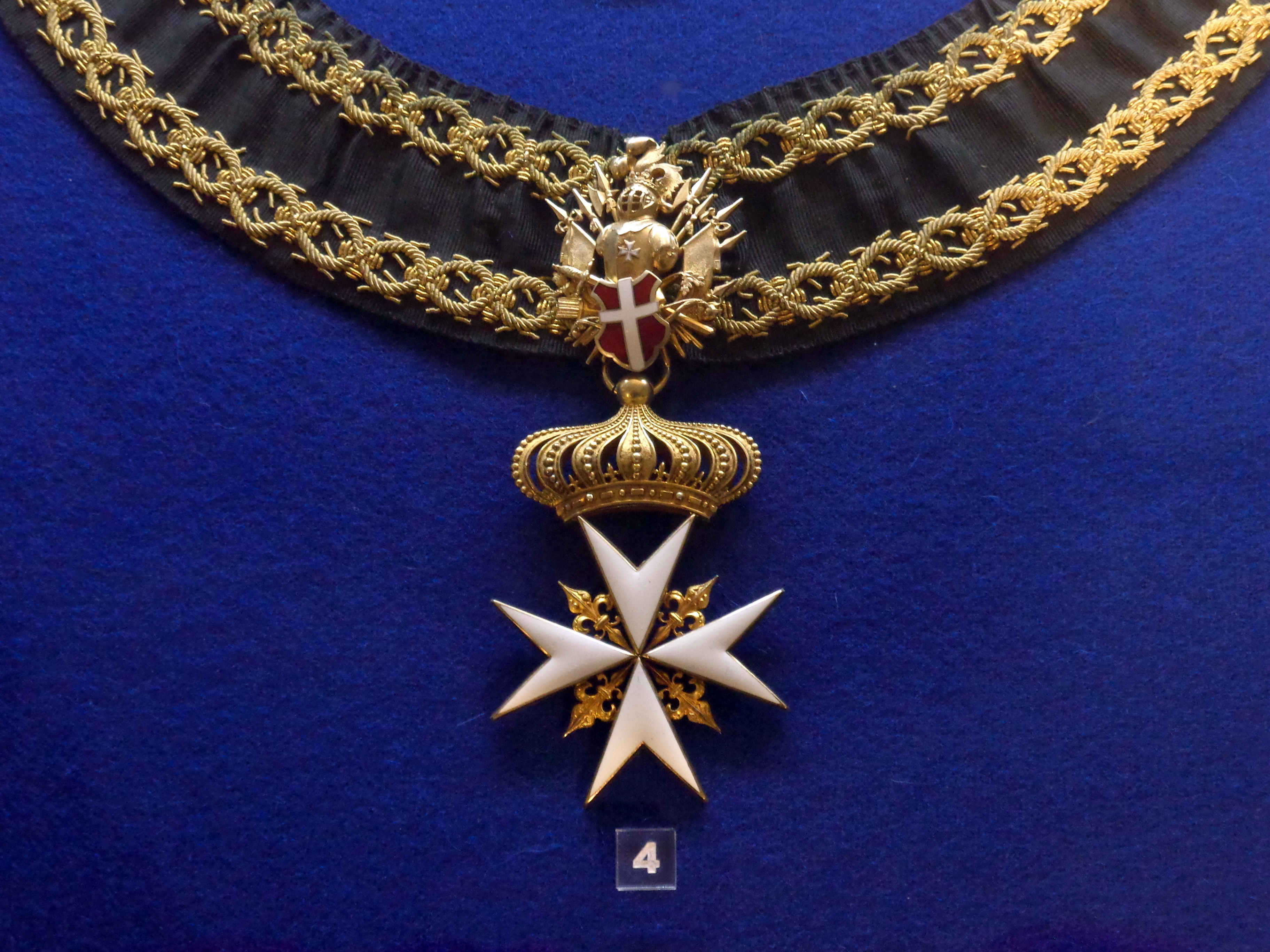
聖ヨハネ騎士勲章ナイト・オブ・ジャスティス章
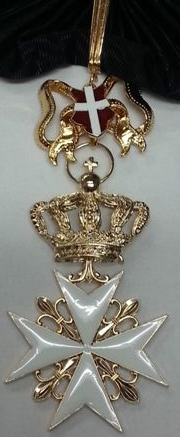
聖ヨハネ騎士勲章ナイト・オブ・マジストラル・グレース章

## サンマリノ
受任者にミュージシャンの高見沢俊彦がある。

## 性別称号を廃止した国家
オーストラリアは2015年に、ナイトとデイムの性別称号を「時代遅れ」との理由から廃止している。

## 主なナイト叙任者（姓五十音順）

### イギリス連邦および旧イギリス領

#### 男性（サー）
- カズオ・イシグロ（ノーベル賞作家）
- ブラッドリー・ウィギンス（自転車選手）
- フランク・ウィリアムズ（F1チーム代表）
- ジョン・エリオット・ガーディナー（指揮者）
- マイケル・ガンボン（俳優）
- アレクサンダー・ギブソン（指揮者）
- ベン・キングズレー（俳優）
- ヘンリー・クーパー（プロボクサー）
- マイケル・ケイン（俳優）
- ジェームズ・ゴールウェイ（フルート奏者）
- ショーン・コネリー（俳優）
- テレンス・コンラン（インテリアデザイナー）
- ジミー・サヴィル（テレビ司会者、慈善家[注釈 6]）
- ミック・ジャガー（ミュージシャン）
- トム・ジョーンズ（ミュージシャン）
- エルトン・ジョン（ミュージシャン）
- リドリー・スコット（映画監督）
- キア・スターマー（政治家・第80代首相[注釈 7]）
- マイケル・スタウト（調教師）
- ロッド・スチュワート （ミュージシャン）
- ジャッキー・スチュワート（F1ワールドチャンピオン）
- パトリック・スチュワート（俳優）
- ハワード・ストリンガー（ソニー本社社長）
- ポール・スミス（ファッションデザイナー）
- ヘンリー・セシル（調教師）
- マーティン・ソレル（実業家）
- チャールズ・チャップリン（俳優・映画監督）
- ボビー・チャールトン（サッカー選手）
- ドナルド・ツァン（香港行政長官）
- コリン・デイヴィス（指揮者）
- ダニエル・デイ＝ルイス[40]（俳優）
- ロジャー・ノリントン（指揮者）
- ティム・バーナーズ＝リー（計算機学者）
- ルイス・ハミルトン（現役F1ドライバー、ワールドチャンピオン）
- アレックス・ファーガソン（サッカー監督）
- ニック・ファルド（プロゴルファー）
- ノーマン・フォスター（建築家 → のちフォスター男爵に叙されて一代貴族）
- リチャード・ブランソン（実業家・冒険家）
- デビッド・ベッカム（サッカー選手）
- パトリック・ヘッド（自動車技術者・F1チーム代表）称号はナイト・バチェラー（英語版）
- クリス・ホイ（自転車選手）
- クリス・ボニントン（登山家）
- アンソニー・ホプキンス（俳優）
- ジョン・ボンド (銀行家)（英語版）
- ジョージ・マーティン（音楽プロデューサー）
- マイケル・マーモット（疫学者・公衆衛生学者）
- スタンリー・マシューズ（サッカー選手）
- ポール・マッカートニー（ミュージシャン）
- リンゴ・スター（ミュージシャン）
- イアン・マッケラン（俳優）
- アンディ・マリー（テニス選手）
- ネヴィル・マリナー（指揮者）
- ロジャー・ムーア（俳優）
- ブライアン・メイ（ミュージシャン・天文学者）
- サルマン・ラシュディ（作家）
- サイモン・ラトル（指揮者）
- クリフ・リチャード（ミュージシャン）
- スティーヴ・レッドグレーヴ（ボート選手）
- アンドルー・ロイド・ウェバー（ミュージカル作曲家 → のちロイド＝ウェバー男爵に叙されて一代貴族）
- ボビー・ロブソン（サッカー監督）
- アーサー・コナン・ドイル（小説家）

#### 女性（デイム）
- ジュリー・アンドリュース（女優）
- ペネロープ・ウィルトン（女優）
- ヴィヴィアン・ウエストウッド（ファッションデザイナー）
- キリ・テ・カナワ（オペラ歌手）
- エヴェリン・グレニー（パーカッショニスト）
- ジョーン・コリンズ（女優）
- ジョーン・サザーランド（オペラ歌手）
- ギネス・ジョーンズ（オペラ歌手）
- マギー・スミス（女優）
- エリザベス・テイラー（女優）
- ジュディ・デンチ（女優）
- シャーリー・バッシー（歌手）
- エレン・マッカーサー（英語版）（ヨット航海者[注釈 8]）
- ヘレン・ミレン（女優）
- アンジェラ・ランズベリー（女優）
- 内田光子（ピアニスト）

### イギリス連邦以外（名誉叙任）

#### アイルランド
- ボノ（ミュージシャン）

#### アメリカ
- ビル・ゲイツ - 実業家・篤志家
- ルドルフ・ジュリアーニ - 元ニューヨーク市長
- ノーマン・シュワルツコフ - 元中央軍司令官、湾岸戦争で多国籍軍を総指揮
- アンジェリーナ・ジョリー - 女優
- スティーヴン・スピルバーグ - 映画監督
- コーリン・パウエル - 元国務長官
- ジョージ・H・W・ブッシュ - 元大統領
- ターチ・ヤマダ（山田忠孝） - 医師・教育者・実業家・篤志家、東京生まれの日系三世[41]
- ジェームズ・ワトソン - 分子生物学者

#### ノルウェー
- ニルス・オーラヴ - ノルウェー陸軍のマスコット。ブーベ島男爵。階級は少将

#### 日本
- 千野宜時 （大和証券名誉会長）
- 佐波正一 （東芝相談役）
- 豊田章一郎 （トヨタ自動車会長）
- 大庭浩 （川崎重工業社長）
- 松尾泰一郎 （丸紅相談役）
- 松下正治 （松下電器産業会長）
- 武田秀太郎（学者）

#### ブラジル
- カルロス・ゴーン（元ルノー会長兼最高経営責任者、元日産自動車最高経営責任者）
- ペレ（サッカー選手）

## 作品
ナイトが登場する作品ならびにナイトをモチーフにしたキャラクターやそのキャラクターが登場する作品一覧を記す。

### キャラクター
- 騎士ガンダム - アニメ作品『機動戦士ガンダム』から派生したキャラクターであるSDガンダムの一つで、名のとおり騎士の風貌が特徴

### 小説
- 騎士道物語 - 中世ヨーロッパに登場した騎士道をテーマとした作品が存在する
  - アーサー王物語
  - アーサー王の死
  - ガウェイン卿と緑の騎士
  - 聖杯伝説
  - トリスタンとイゾルデ
  - ランスロまたは荷車の騎士

### ゲーム
- SDガンダム外伝 ナイトガンダム物語 - バンダイ発売。カテゴリーはRPG
- 黒騎士と白の魔王 - グラニ制作。スマホでプレイするゲームとして開発されており、カテゴリーはRPG
- ショベルナイト - ヨットクラブゲーム（英語版）社制作。シャベルを武器に戦う「ショベルナイト」が登場する。カテゴリーはアクションゲーム
- 伝説の騎士エルロンド - アクレイム（開発はレア）からNintendo Entertainment System用ソフトとして発売。また、日本でもNMKが開発し、ジャレコよりFC用ソフトとして発売されている。カテゴリーはアクションゲーム
- ドラゴンクエストシリーズ - スクウェア・エニックス（旧エニックス）発売。カテゴリーはRPG
- オウガバトルシリーズ - クエスト（→旧スクウェアにより買収→スクウェア・エニックス）発売。カテゴリーは戦略RPG。作品内にナイトというクラス（職業）が登場する。
- フォーオナー - ユービーアイソフト制作。作品内にナイトが登場する
- 魔界村 - カプコン制作。魔王にさらわれたプリンセスを奪還する為に冒険する騎士アーサーが主人公。カテゴリーはアクションゲーム
- マルディタ・カスティーラ -  副題は『ドン・ラミロと呪われた大地』。カテゴリーはアクションゲーム。開発者はゲームクリエイターのlocomalitoとGryzor87の2人で、内容が魔界村シリーズに類似している。元はフリーゲームとして2012年に公開されたもの。
- フォートナイト - Epic Games制作。集めた素材で壁や坂を作るなど、クラフト要素のあるサードパーソン・シューティングゲーム。カテゴリーはアクションゲーム